# 布列亚河
布列亞河（羅馬化：Reka Bureya）或纽勒们河（满语：Nioman Bira，鄂温克语：Ниман Бирра），是今俄羅斯境内的一条河流，流经阿穆尔州和哈巴罗夫斯克边疆区，屬於黑龍江的南行支流，河道全長623公里，流域面積70,700平方公里，平均流量每秒940立方米，最高流量每秒18,100立方米。河畔沒有城市。

## 名称
古稱牛滿江和怒滿河。上游在清代时称阿凌河。现在的俄语名称来自鄂温克语“бирая（大河）”，鄂伦春语中将该河称作“毕拉尔”。在17世纪，俄国探险家和哥萨克称这条河为快河（俄语：Река Быстрая）。

## 地理
该河由左布列亚河和右布列亚河汇成，后者源发埃佐普山脉，前者源发斗色山。从左布列亚河源计，河全长623公里，而从右布列亚河源计则为739公里。流域内约有1500个湖泊，总面积超过51平方公里。在上游，它是一条山区河流，其中下游在泽雅-布列亚平原上。在洪水期间，流量达18,100立方米每秒。在布列亚盆地，有煤和铁矿石的矿床。河上建有布列亚水库和下布列亚水库用于发电。

## 引用
1. ↑  . Яндекс Словари. 2018年7月.
2. ↑  . «Словаре современных географических названий». 2018年7月.
3. ↑  А. Юрьева (编). . М.: Центрполиграф. 2009: 44. ISBN 978-5-9524-4545-1 （俄语）.
4. 1 2  谭其骧 (编). . 中国地图出版社. 1982-1987.
5. ↑  吴智嘉. . 2018.
6. ↑  黄锡惠. .
7. ↑  黄锡惠. .
8. ↑  付永正.  (学位论文).
9. ↑  . Verumwiki.   [2024-08-16]. （原始内容存档于2024-12-11） （俄语）.
10. ↑  А·П·穆拉诺夫. . 列宁格勒: 气象出版社. 1966 （俄语）.
11. ↑  . 列宁格勒: 气象出版社 （俄语）.
12. ↑  Т·А·基谢尔科瓦娅. . 列宁格勒: 气象出版社. 1977 （俄语）.
13. ↑  吴天喜. . 黑龙江民族丛刊.
14. ↑  齐悦;戴长雷;尉意茹;李善智. .